# Державний кордон Єгипту

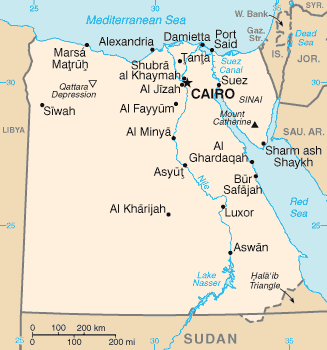
Карта Єгипту

Державний кордон Єгипту — державний кордон, лінія на поверхні Землі та вертикальна поверхня, що проходить по цій лінії, що визначають межі державного суверенітету Єгипту над власними територією, водами, природними ресурсами в них і повітряним простором над ними.

## Сухопутний кордон
Загальна довжина кордону — 2612 км. Єгипет межує з 4 державами. Уся територія країни суцільна, тобто анклавів чи ексклавів не існує. 
Ділянки державного кордону
| Держава   | Ділянка        | Довжина (км) | Прикордонні регіони | Примітки |
| --------- | -------------- | ------------ | ------------------- | -------- |
| Судан     | південь        | 1276         |                     |          |
| Лівія     | захід          | 1115         |                     |          |
| Ізраїль   | північний схід | 208          |                     |          |
| Палестина | північний схід | 13           |                     |          |

## Морські кордони
Єгипет на півночі омивається водами Середземного моря Атлантичного океану; на сході — водами Червоного моря Індійського океану. Загальна довжина морського узбережжя 2450 км. Згідно з Конвенцією Організації Об'єднаних Націй з морського права (UNCLOS) 1982 року, протяжність територіальних вод країни встановлено в 12 морських миль (22,2 км). Прилегла зона, що примикає до територіальних вод, в якій держава може здійснювати контроль, необхідний для запобігання порушень митних, фіскальних, імміграційних або санітарних законів, простягається на 24 морські милі (44,4 км) від узбережжя (стаття 33). Виключна економічна зона встановлена на відстань 200 морських миль (370,4 км) від узбережжя, або до еквідистантної лінії між Кіпром і Єгиптом. Континентальний шельф — 200 морських миль (370,4 км) від узбережжя.